# Grégoire-Joseph Chapuis

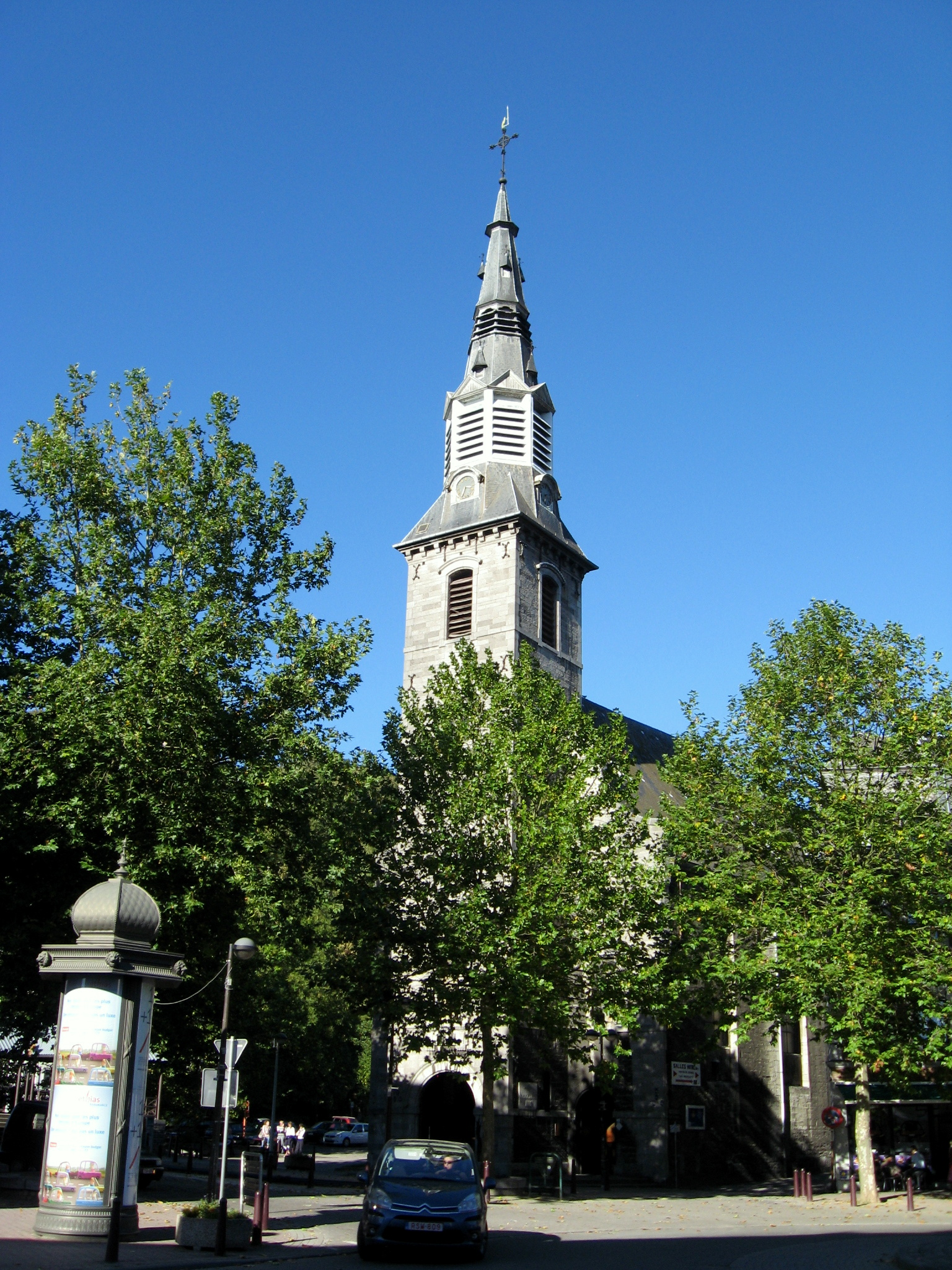
Place du Martyr in Verviers (België), met de Onze-Lieve-Vrouw-van-de-Recollectenkerk

Grégoire-Joseph Chapuis (Verviers, 11 april 1761 – Verviers, 2 januari 1794) was stadsmagistraat tijdens het Frans bestuur in het prinsbisdom Luik. Hij was een aanhanger van de idealen van de Franse Revolutie. Tijdens een kort intermezzo waar de prins-bisschop van Luik opnieuw heerste, liet deze Chapuis onthoofden.

## Levensloop
Chapuis was van opleiding arts en chirurg; hij was opgeleid in Breda en Parijs. Zijn praktijk had hij in zijn geboortestad Verviers, in het prinsbisdom Luik. Hij was de eerste arts die in Verviers een keizersnede uitvoerde. Politiek dweepte hij met de idealen van de Franse Revolutie; hij was een vrijdenker.
Na de Luikse Revolutie (1789) volgde een eerste Franse bezetting van het prinsbisdom. Chapuis stond aan de leiding van een club Franse republikeinen, genoemd Chambre des Zélés. Hij nam geen officiële functie op in deze periode; zijn oudere broer Hubert Chapuis wel. 
In 1791 herstelden Oostenrijkse troepen het gezag van prins-bisschop de Méan, ook in Verviers. Na de slag bij Jemappes (1792) viel Luik echter in Franse handen. Chapuis werd onmiddellijk aangesteld tot stadsmagistraat. Hij voerde de burgerlijke stand in op het stadhuis. Hij richtte een school in waarin arbeiders opleidingen konden volgen, in zijn strijd tegen het analfabetisme. Hij organiseerde het hele stadsbestuur naar republikeins model. Markant was de invoering van het burgerlijk huwelijk. Chapuis sloot, als stadsambtenaar, het eerste burgerlijk huwelijk in Verviers op 22 februari 1793. Er volgden er nadien nog, op aansturen van Chapuis. Hiermee ging hij in tegen het kerkelijk huwelijk van de Roomse kerk.
De Oostenrijkers herstelden voor de tweede maal de macht van prins-bisschop de Méan, tijdens de periode maart 1793 – januari 1794. Eind januari 1794 vluchtte de prins-bisschop immers, in aanloop naar de slag bij Fleurus (juni 1794). In deze tweede restauratie van het prins-bisschoppelijk gezag bleef Chapuis verder actief als republikeins stadsmagistraat. De prins-bisschop wilde een voorbeeld stellen en arresteerde Chapuis. In de gevangenis van Luik kreeg Chapuis zijn doodvonnis te horen: publieke onthoofding op de Place du Sablon in Verviers. De reden was dat hij burgerlijke huwelijken sloot, ook nadat het prins-bisschoppelijk gezag hersteld was.
Op 2 januari 1794, enkele weken voor de prins-bisschop de benen nam, werd Chapuis onthoofd in Verviers. De afkeer van het publiek voor de terechtstelling was groot. Chapuis werd later begraven onder een standbeeld met zijn beeltenis, op de Place du Martyr in Verviers. In de 19e eeuw veranderde de naam van de Place des Récollets, waar de Onze-Lieve-Vrouw-van-de-Recollectenkerk staat, in Place du Martyr. De naam martyr verwijst naar Chapuis die in geschriften in Luik ook genoemd wordt docteur-martyr (de arts martelaar).
- Bibliothèque nationale de France: cb17080947x (data)
- Gemeinsame Normdatei: 1240518420
- International Standard Name Identifier: 0000 0004 5975 6400
- Nederlandse Thesaurus van Auteursnamen: 084355646
- Virtual International Authority File: 22147869592974981698